# Бочкарьова Марія Леонтіївна
Марія Леонтіївна Бочкарьова (уроджена Фролкова; липень 1889, село Нікольське, Новгородська губернія — 16 травня 1920, Красноярськ) — одна з перших російських жінок-офіцерів (присвоєно під час революції 1917 року), поручник. (Першою нерідко помилково вважається «кавалерист-дівиця» Надія Дурова, яка брала участь у Франко-російській війні.)
Бочкарьова створила перший в історії російської армії жіночий батальйон. Кавалер Георгіївського хреста.

## Біографія

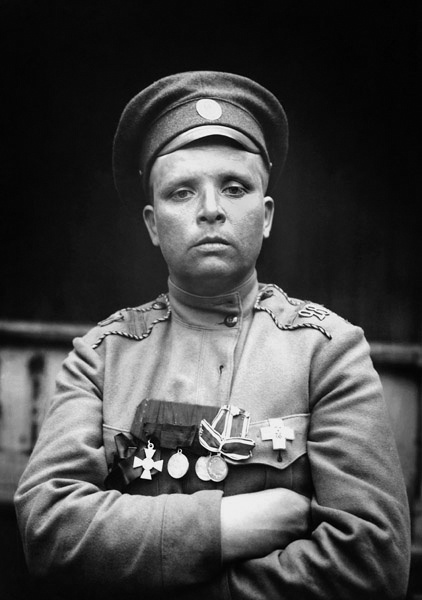
Марія Бочкарьова, 1917 рік

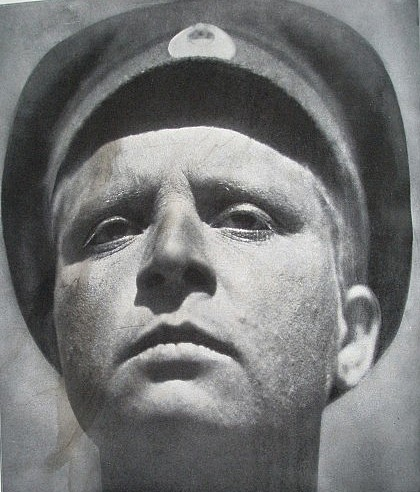
Фотографія М. Бочкарьової з книги Д. Томпсона «Росія в крові». 1918 р.

У липні 1889 року у селян села Нікольське Кирилівського повіту Новгородської губернії Леонтія Семеновича і Ольги Елеазаровни Фролкових народилася третя дитина — дочка Маруся. Незабаром сім'я, рятуючись від злиднів, перебралася в Сибір, де уряд обіцяв переселенцям великі земельні наділи і фінансову підтримку. Але, судячи з усього, втекти від бідності і тут не вдалося.
У п'ятнадцятирічному віці Марію видали заміж. У книзі Воскресенської церкви зберігся запис від 22 січня 1905 року: «Першим шлюбом Афанасій Сергійович Бочкарьов, 23 років, православного віросповідання, що проживає в Томській губернії, Томському повіті Семилуцької волості села Велике Кусково взяв в дружини дівчину Марію Леонтіївну Фролкову, православного віросповідання…» Влаштувалися вони в Томську, на Горшковському провулку. Подружнє життя майже відразу не заладилося, і Бочкарьова без жалю розлучилася з п'яницею-чоловіком.
Марія пішла від нього до м'ясника, єврея Якова Гершевича Бука. У травні 1912 Бук був заарештований за звинуваченням у розбійних нападах і відправлений відбувати покарання в Якутськ. Бочкарьова пішки пішла за ним у Східний Сибір, де вони для прикриття відкрили м'ясну лавку, хоча на ділі Бук промишляв у банді хунхузів. Незабаром на слід банди вийшла поліція, і Бука перевели на поселення в тайгове селище Амгу.
Хоча Бочкарьова знову пішла за чоловіком, він запив і став займатися рукоприкладством. В цей час вибухнула Перша світова війна. Бочкарьова вирішила вступити до лав діючої армії і, розлучившись з Яковом Буком, прибула в Томськ. Записати жінку в 24-й резервний батальйон військові відмовились і порадили їй йти на фронт сестрою милосердя. Тоді Бочкарьова відправила телеграму царю, на яку несподівано надійшла позитивна відповідь. Так вона потрапила на фронт.
Спочатку жінка в погонах викликала глузування і докучання товаришів по службі, однак її хоробрість в бою принесла їй загальну повагу, Георгіївський хрест і три медалі. У ті роки за нею закріпилося прізвисько «Яшка», в пам'ять про її горезвісного супутника життя. Після двох поранень і незліченних боїв Бочкарьовій було підвищення у старші унтер-офіцери.
Георгіївська медаль 4 ст. № 656471, 28-й піхотний Полоцький полк, доброволець Бочкарьова Марія Леонтіївна:
«У боях з 5 березня 1916 р. у с. Занароч Бочкарьова протягом 2-х тижнів працювала невпинно на полі битви, надаючи допомогу пораненим, часто під сильним стрілецьким і артилерійським вогнем противника, подавала нижнім чинам приклад доблесті і беззастережного виконання обов'язку, тягнучи їх уперед в небезпечній обстановці. Під час атаки 18 березня 1916 р. у с. Близніки винесла зі сфери згубного вогню важко пораненого офіцера 14-ї роти прапорщика Гришанова» (ст. 145 п. 7, наказ 2 армії № 463 від 6.06.1916).
В 1917 році Керенський звернувся до Бочкарьової з проханням про організацію «жіночого батальйону смерті»; до участі в патріотичному проекті були залучені його дружина і петербурзькі інститутки, загальним числом до двох тисяч осіб. У незвичайної військової частини панувала залізна дисципліна: підлеглі скаржилися начальству, що Бочкарьова «б'є морди, як справдешній вахмістр старого режиму». Деякі витримали таке обходження: за короткий термін кількість жінок-добровольців скоротилося до трьохсот. Інші відокремились в особливий жіночий батальйон, частина якого захищала Зимовий палац під час Жовтневої революції.
Влітку 1917 року загін Бочкарьової відзначився при Сморгоні; його стійкість справила незабутнє враження на командування (Антон Денікін). Після контузії, отриманої в тому бою, прапорщик Бочкарьова була відправлена на поправку в петроградський госпіталь і в столиці отримала звання підпоручника, але незабаром після повернення на позиції їй довелося розпустити батальйон у зв'язку з фактичним розвалом фронту і Жовтневою революцією. Взимку була затримана більшовиками по дорозі в Томськ. Після відмови співпрацювати з новою владою її звинуватили в зносинах з генералом Корніловим, справа ледве не дійшла до трибуналу. Завдяки допомозі одного зі своїх колишніх товаришів по службі Бочкарьова вирвалася на свободу і, одягнувшись у вбрання сестри милосердя, проїхала всю країну до Владивостока, звідки відплила на агітаційну поїздку в США і Європу.
У квітні 1918 Бочкарьова прибула до Сан-Франциско. За підтримки впливової і заможної Флоренс Гарріман вона перетнула США і була удостоєна 10 липня аудієнції у президента Вудро Вілсона в Білому домі. За свідченням очевидців, розповідь Бочкарьової про її драматичну долю і благання про допомогу проти більшовиків до сліз розчулили президента.
Журналіст Ісаак Дон Левін за розповідями Бочкарьової написав книгу про її життя, яка вийшла в світ у 1919 році під назвою «Яшка» і була переведена на кілька мов.
Після відвідин Лондона, де вона зустрілася з королем Георгом V і заручилася його фінансовою підтримкою, Бочкарьова у серпні 1918 прибула в Архангельськ. Вона розраховувала підняти місцевих жінок на боротьбу з більшовиками, проте справа пішла туго. Генерал Марушевський в наказі від 27 грудня 1918 оголосив, що заклик жінок на невідповідну для них військову службу буде ганьбою для населення Північної області і заборонив Бочкарьовій носити незаконно присвоєну їй офіцерську форму.
Марія дісталась до Архангельська з англійськими експедиційними військами, після евакуації міста восени 1919 року вирушила в Сибір і дісталась до білої столиці, Омська, де Верховний правитель адмірал О. В. Колчак удостоїв її особистої аудієнцією і запропонував сформувати жіночий військово-санітарний загін. Але Бочкарьова прибула в Сибір занадто пізно, в кінці жовтня 1919 року, коли вже починалася катастрофа на фронті.

### Арешт і вирок

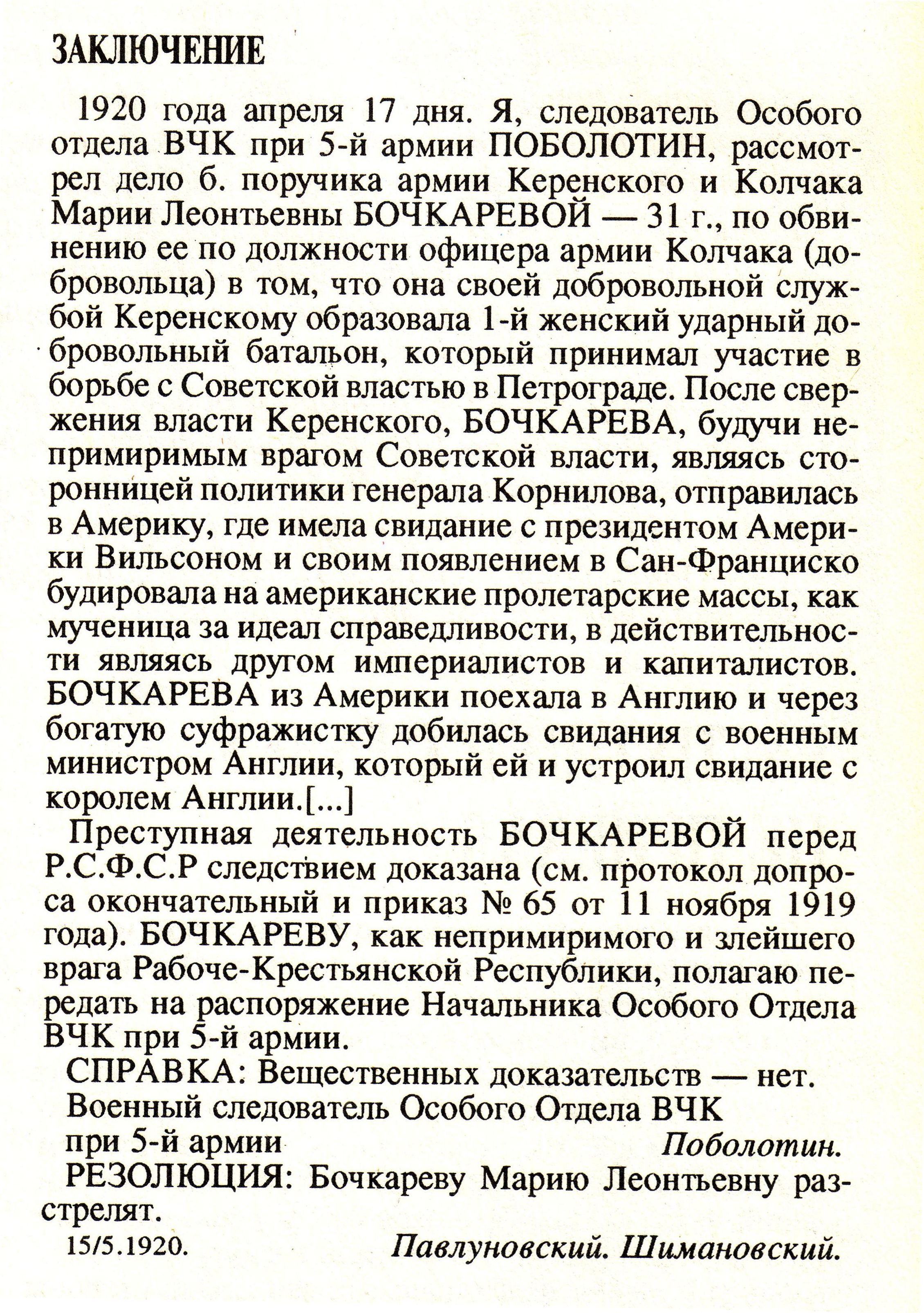
Вирок ВНК 5 армії по справі Бочкарьової

7 січня 1920 року була заарештована. На закінчення до остаточного протоколу її допиту від 5 квітня 1920 року слідчий Поболотін зазначив, що «злочинна діяльність Бочкарьової перед РРФСР слідством доведена… Бочкарьову як непримиренного і найлютішого ворога робітничо-селянської республіки вважаю передати в розпорядження начальника Особливого відділу ВНК 5-ї армії». 21 квітня було прийнято рішення передати Бочкарьову в Особливий відділ ВНК міста Москви, але 15 травня це рішення було переглянуто і прийнято нове — Бочкарьову розстріляти.
16 травня 1920 року вона була розстріляна в Красноярську на підставі резолюції повноважного представника НК по Сибіру Івана Павлуновського і секретаря Омськгубнека Ісаака Шимановського. На обкладинці кримінальної справи була зроблена синім олівцем приписка: «Виконано пост. 16 травня». Але у висновку прокуратури Росії про реабілітацію Бочкарьової 1992 року сказано, що свідчень щодо її розстрілу немає.
Російський біограф Бочкарьової кандидат історичних наук С. В. Дроков вважає, що вона не була розстріляна: з красноярських катівень її визволив Ісаак Дон Левін. Разом з ним вона вирушила в Харбін, де зустрілася з однополчанином-вдівцем, який став її чоловіком. Змінивши прізвище, Бочкарьова нібито до 1927 року проживала на КСЗД, поки не розділила долю російських сімей, насильно депортованих в радянську Росію. Дуже любила синів чоловіка, загиблих в роки Німецько-радянської війни.

### Реабілітація
Марія Бочкарьова реабілітована у 1992 році згідно з Законом РРФСР від 18 жовтня 1991 року «Про реабілітацію жертв політичних репресій»

## У літературі
- Марія Бочкарьова присутня у романі-хроніці «Із глухого кута» (книга друга) Валентина Пікуля .
- Є одним з основних персонажів у заключній, десятій, книзі Бориса Акуніна — «Батальйон ангелів» з серії «Смерть на брудершафт».
- Згадується в романі «Жанна батальйонерка» українського письменника Гео Шкурупія

## У кіно
- У російському художньому фільмі «Батальонъ» (прем'єра якого відбулася 20 лютого 2015 року) роль Марії Бочкарьової виконала актриса Марія Аронова.
- У серіалі «Адмірал» (2009, фільм 4 «Темрява») роль Бочкарьової виконала актриса Наталя Парашкіна.

## Пам'ять
- У 2016 році 22 жовтня[12][13][14] в Томській області в селі Ново-Куксово Асиновського району відкрили пам'ятний знак на честь Марії Леонтіївни Бочкарьової, валун з мармуровою плитою і портретом[15].
- У Красноярську можуть встановити пам'ятник М. Л. Бочкарьовій[16].
- Заставна дошка на місці майбутнього пам'ятника жіночого ударного батальйону М. Л. Бочкарьової встановлена 23 липня 2017 р. в селі Новоспаськ Сморгонського району Гродненської області Республіки Білорусь[17][18].